# 의적 홍길동
"의적 홍길동"은 한국에서 제작된 임원식 감독의 1969년 영화이다. 박노식 등이 주연으로 출연하였고 한갑진 등이 제작에 참여하였다.

## 출연

### 주연
- 박노식
- 장미화
- 양훈

## 기타
- 조명: 김연
- 미술: 김계준